# Commercial Affairs Department
Le Commercial Affairs Department (CAD, en chinois simplifié : 商业事务局) est un département du Singapore Police Force (force de police de Singapour). Il était connu auparavant sous le nom de Commercial Crime Department.
Fondé en 1984, Glenn Knight en fut son premier directeur.